# Francesco Maria Spinelli
Francesco Maria Spinelli, prince de Scalea, né le 30 janvier 1686 à Morano Calabro et mort le 4 avril 1752 à Naples, est un philosophe et écrivain italien.

## Biographie
Né en 1686 à Morano, fief de sa famille, en Calabre, Spinelli est dirigé dans ses études par Gregorio Caloprese, qui a déjà formé Niccolò Cirillo et Giovanni Vincenzo Gravina. Il étudie surtout la philosophie et devient un admirateur de Descartes, qu’il défend contre ceux qui l’accusent d’avoir attaqué Platon et Spinoza. Dans un ouvrage intitulé Riflessioni, etc., Spinelli relève les rapports nombreux qui existent entre le platonisme et le cartésianisme, et fait l’énumération des arguments que le géomètre français peut fournir contre l’athéisme de Spinoza. Cette défense de Descartes fait forte impression au cardinal Althann, vice-roi de Naples, qui voit comme ennemis de la religion tous les partisans de Descartes, dont le nombre augmente considérablement dans le royaume. Le livre de Spinelli fait éclore une grande quantité d’écrits débattant de ses opinions, en faveur ou opposées à celles-ci. Il prépare un essai sur les principes de la philosophie, qu’il destine à l’instruction de son fils, lorsqu’il meurt à Naples le 4 avril 1752.

## Œuvres
- Riflessioni sulle principali materie della prima filosofia, Naples, 1733, in-4°. C’est une réponse au livre de Paolo Mattia Doria, intitulé Discorsi critici filosofici intorno alla filosofia degli antichi e de’ moderni.
- De origine mali, ibid., 1750, in-8° ; 3° De origine boni, ibid., 1753, in-8°. Les deux dernières dissertations sont une réfutation de l’article de Bayle sur les Manichéens.